# Aclyvolva nicolamassierae
Aclyvolva nicolamassierae là một loài ốc biển, là động vật thân mềm chân bụng sống ở biển trong họ Ovulidae.